# Дровяное (Мурманск)
Дровяное — отдалённая часть (микрорайон) города Мурманска, ранее посёлок.

## История
Дровяное — это бывшее урочище, которое посещали жители Колы, чтобы запасаться дровами. Они и прозвали его Дровяным. Долгое время это место так и оставалось всего лишь урочищем. В 1897 году в Дровяном появился лесозавод. Последним его владельцем был норвежец. В Дровяном появилась первая школа на территории Мурманска. Она была образована в 1915 году в посёлке Дровяное, а через некоторое время посёлок вошёл в состав Мурманска. После этого школа стала самой старой в городе. Сейчас она располагается в типовом здании 1950-х годов постройки. В советское время в этом отдалённом районе Мурманска базировались военные, а также ходил катер. В 1990-е годы военные из Дровяного ушли. Сейчас Дровяное является связанным с Мурманском некоторыми пригородными автобусами и одним городским, который ходит до ещё одного отдалённого района города — Абрам-Мыса.

## Галерея

Виды микрорайона
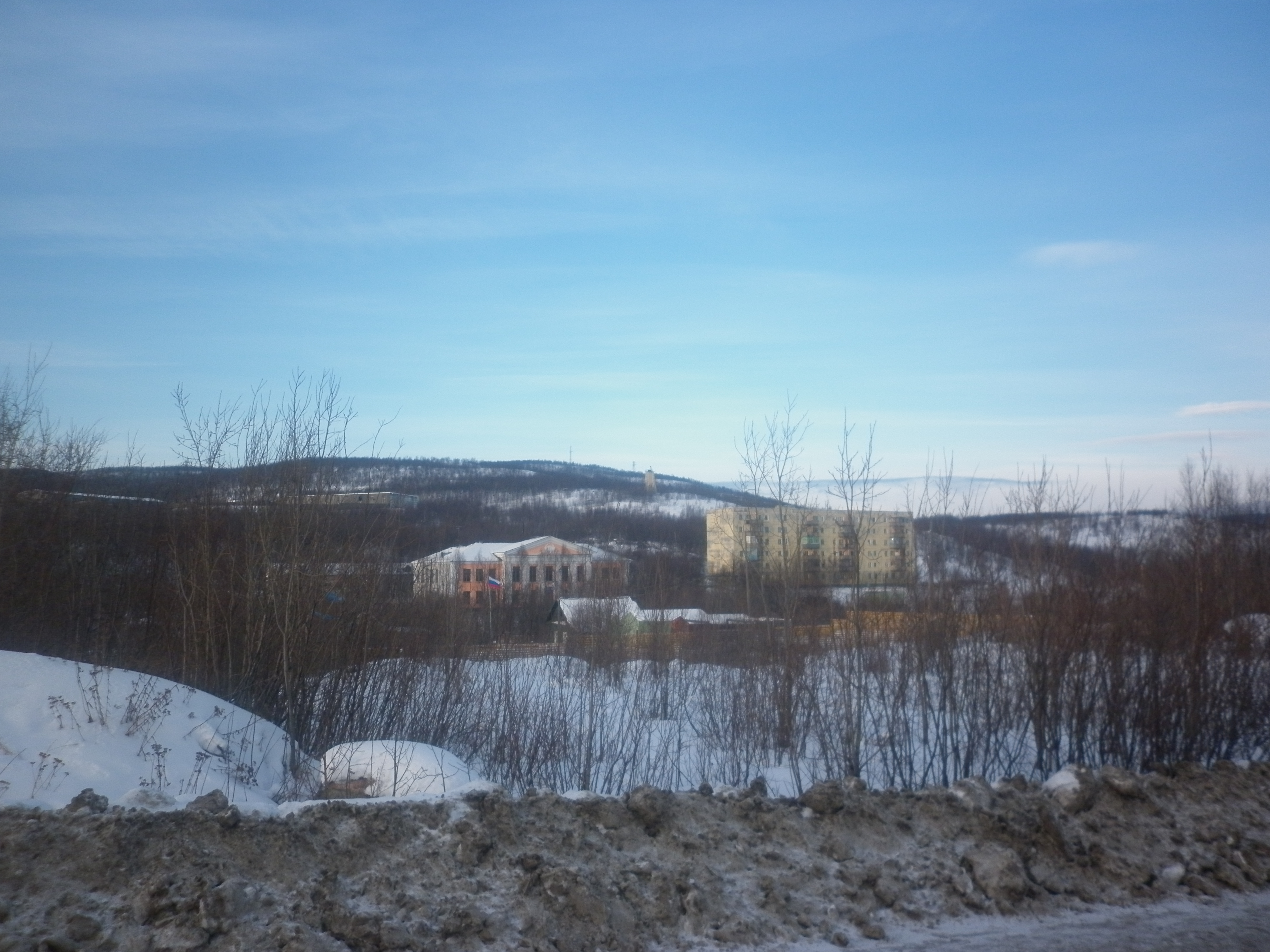
Дровяное
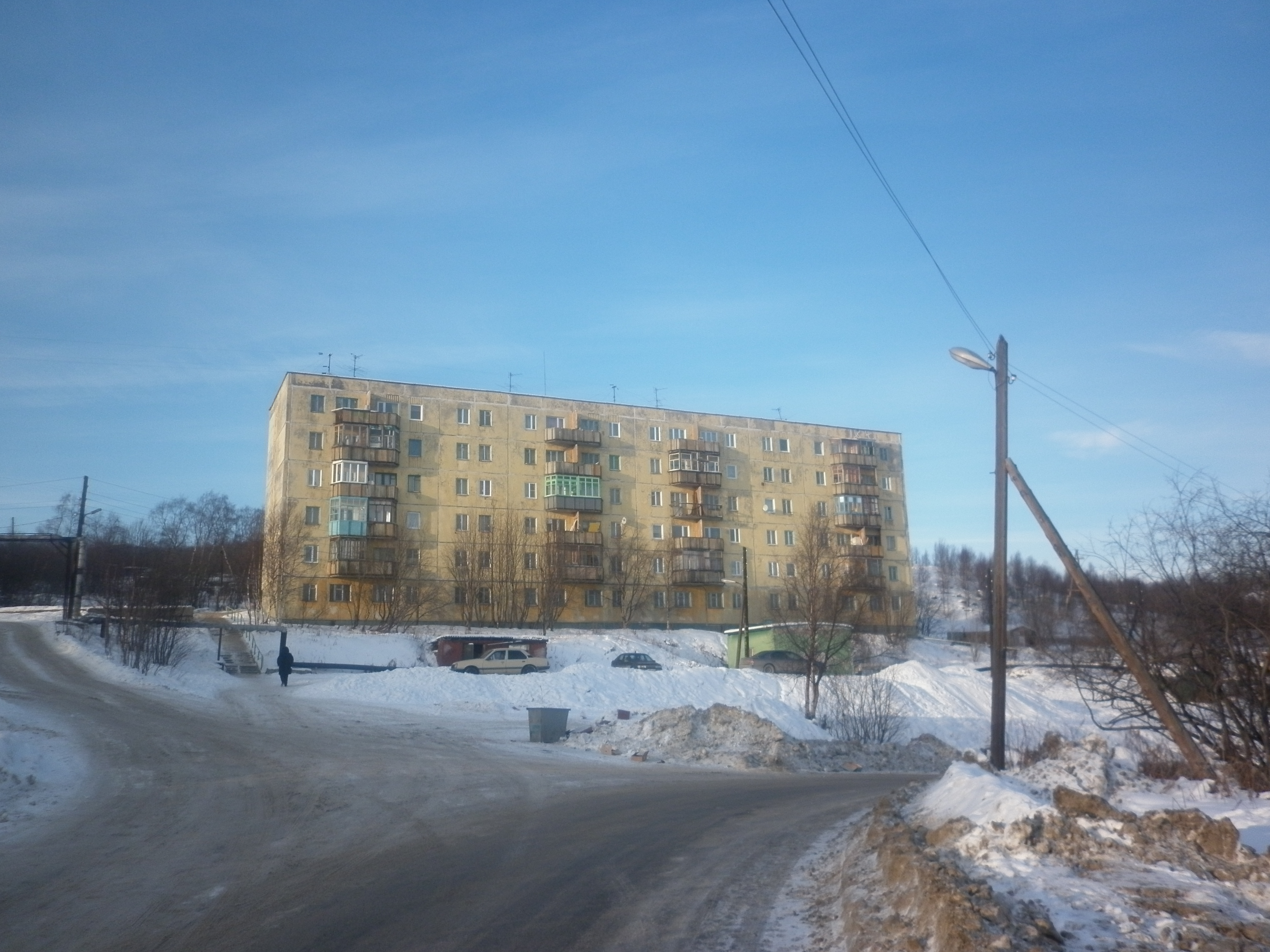
Один из жилых домов в Дровяном
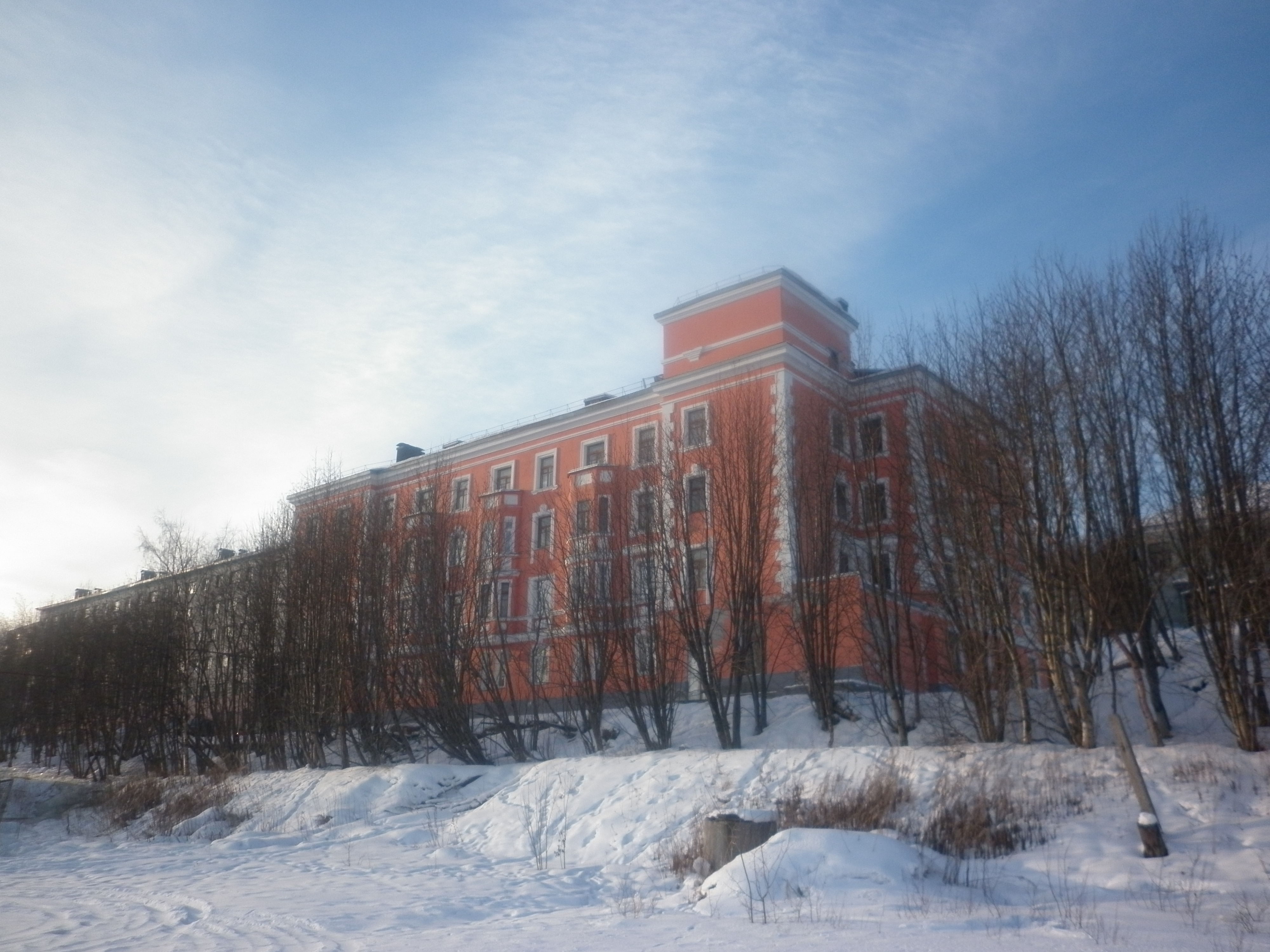
Улица Прибрежная
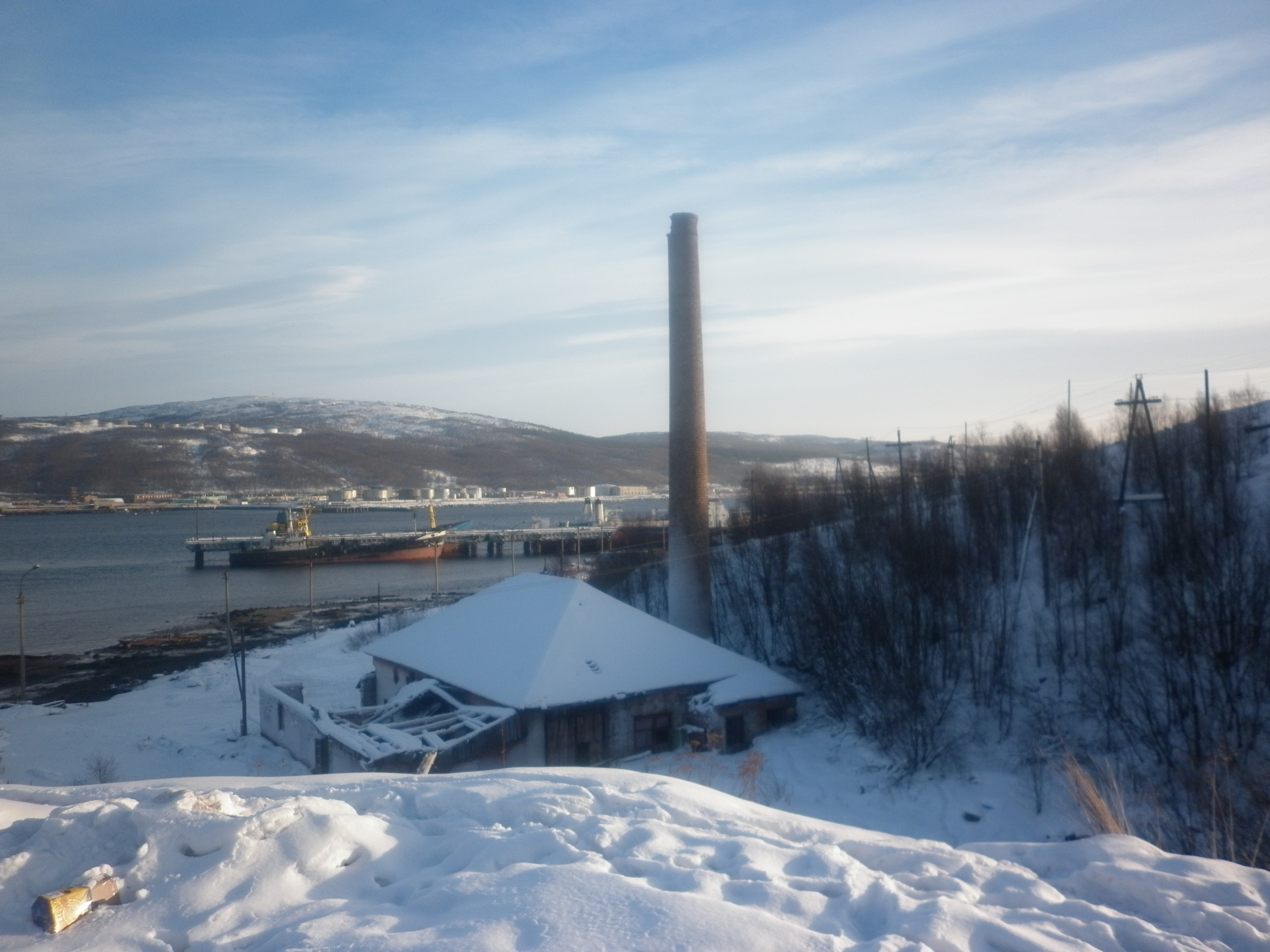
Лесопилка 1897 года постройки
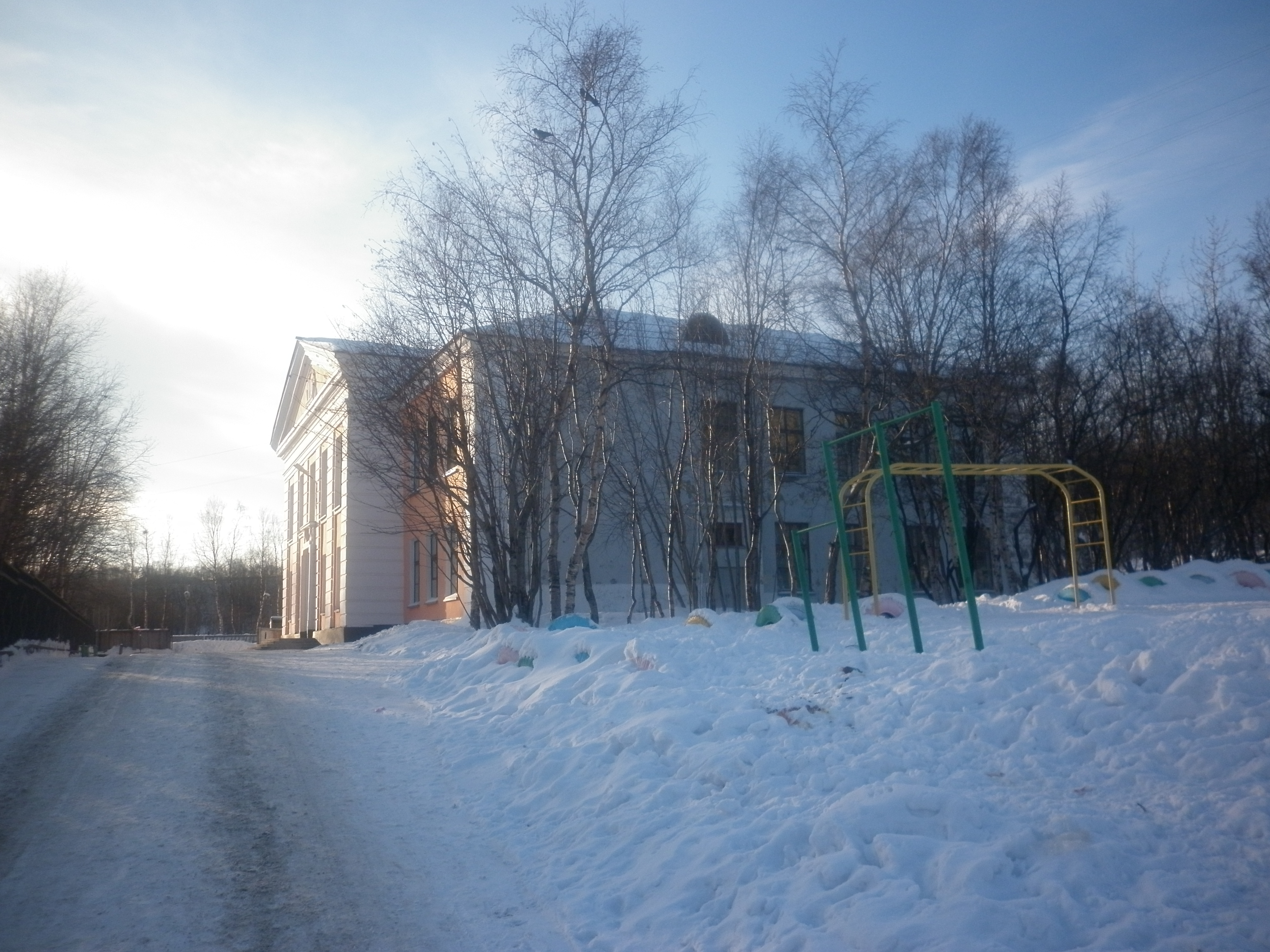
Первая школа в Мурманске

## Достопримечательности
1. Старая лесопилка
2. Первая школа в Мурманске

## Улицы
1. Улица Прибрежная — главная улица микрорайона
2. Улица Гарнизонная
3. Улица Юрия Смирнова